# Forever Everlasting
Forever Everlasting — дебютный студийный альбом музыканта Everlast, вышедший в 1990 году. Хитами этого альбома были «The Rhythm» с участием Ice-T, «Never Missin' a Beat» и «I Got the Knack» вместе с DJ Lethal, с которым он позже создаст группу House of Pain.

## Список композиций
1. «Syndicate Soldier»
2. «Speak No Evil» (Featuring Kool Nick)
3. «Syndication» (Remix)
4. «What Is This?»
5. «The Rhythm» (Featuring Ice-T, Donald D, Diva)
6. «I Got the Knack»
7. «On the Edge»
8. «Fuck Everyone»
9. «Goodbye»
10. «Pass It On»
11. «Never Missin' a Beat»